# Boloziv, Starîi Sambir
Boloziv (în ucraineană Болозів) este localitatea de reședință a comunei Boloziv din raionul Starîi Sambir, regiunea Liov, Ucraina.

## Demografie
Componența lingvistică a localității Boloziv
     Ucraineană (99,57%)
     Alte limbi (0,14%)
Conform recensământului din 2001, majoritatea populației localității Boloziv era vorbitoare de ucraineană (99,57%), existând în minoritate și vorbitori de alte limbi.